# OpenAL
OpenAL (Open Audio Library) はクロスプラットフォームのオーディオAPIであるフリーソフト。マルチチャンネル3次元定位オーディオを効率よく表現するように設計された。APIのスタイルと慣習は意図的にOpenGLと似せてある。

## 歴史
ロキソフトウェア (Loki Software) が商用のWindows用ゲームをLinuxに移植しやすくするためにOpenALを開発したのがオリジナルである。ロキが消滅してしばらくの間はフリーソフトウェア/オープンソースのコミュニティで保守され、NVIDIAのnForceサウンドカードやマザーボードに実装されていた。現在はAppleやフリーソフトウェア/オープンソースの開発者の支援を受けながら、クリエイティブテクノロジーが開発の大部分とホスティングを担っている。
OpenGLの「アーキテクチャレビュー委員会 (ARB)」を手本に、OpenALでもARBの存在が宣言されているが、そのような組織がこれまでに設立されたことはなく、OpenALの仕様は主にメーリングリストで取り扱われ議論されている。
1.1からクリエイティブテクノロジーは実装をプロプライエタリとした。最後のオープンソース版はSubversionのリポジトリから入手可能である。しかし、OpenAL Softがオープンソース版の代替として広く普及した。

## APIの構成と機能
OpenALの主要機能はソースオブジェクト、オーディオバッファ、単一のリスナーで処理される。ソースオブジェクトは、バッファ、ベロシティ、ポジション、サウンドの方向、サウンドの強度などへのポインタである。リスナーオブジェクトはベロシティ、リスナーの位置と方向、全てのサウンドに対する全体の利得である。バッファは8または16ビットのモノラルまたはステレオのPCM形式のオーディオデータである。レンダリングエンジンは距離による衰弱やドップラー効果などの計算を処理する。
エンドユーザーの視点から見れば、適切に記述されたOpenALアプリケーションであれば、仮想世界の三次元空間をユーザーが移動したものとしてとても自然に聞こえる。プログラマーの視点で見れば、OpenGLベースの既存の3D映像アプリケーションにちょっとした追加をするだけでこれを実現できる。
OpenGLの仕様と異なり、OpenALの仕様はAPIに2つのサブセクションを含む。実際のOpenAL関数コールで構成されるコア部分と、クロスプラットフォームを実現するためのコンテキストのレンダリングやリソースの使用状況やそのロックを管理するALC APIである。それに加え、OpenGLのGLUTと同様に上位レベルの「便利な」機能を提供するALUTライブラリが用意されている。
将来的な機能拡張のため、OpenALはエクステンションのメカニズムを有する。これにより各ベンダーはプロプライエタリなハードウェアの追加機能を実装するために独自のエクステンションをOpenALのディストリビューションに含めることができる。エクステンションは互換性が維持のため、ARBに提出して標準化することができる。ARBエクステンションは一定期間経過後にコアAPIに追加されることが望まれる。

## 移植性
このAPIは下記のプラットフォームで利用可能である。
- Android（OpenSL ES バックエンドなど）
- Amiga OS 3.x
- Bada
- BlackBerry Playbook
- BSD
- iOS (Core Audio)
- IRIX
- Linux（ALSA、OSS、PortAudio、PulseAudio バックエンド）
- Mac OS 8, 9
- OS X (Core Audio)
- Windows（DirectSound、Windows Multimedia API、Windows Multimedia Device API バックエンド）
- MorphOS
- Solaris
- PlayStation 2
- PlayStation 3
- PlayStation Portable
- Xbox
- Xbox 360
- ニンテンドー ゲームキューブ
- Wii

## アプリケーション
ゲーム:
- Doom 3、Jedi Knight 2、Jedi Knight: Jedi Academy、Quake 4、Preyなどのid Software エンジンを利用したゲーム。
- Unreal 2、Unreal Tournament 2003、Unreal Tournament 2004、ポスタル²、America's ArmyなどのUnreal Technologyを利用したゲーム。
- バトルフィールド2, フリーダム・ファイターズ, ヒットマン and Psychonauts.
- 数多くのフリーソフトウェアやオープンソースのゲームでもOpenALが利用されている。WarsowやWarzone 2100がその例。

その他のアプリケーション:
- Blender - 3Dモデリング・レンダリングツール。
- Unity - 3Dゲームエンジン及びゲーム開発統合環境。
- ..Basic4gl - コンパイラとプログラミングソフトウェア。

OpenALのウェブサイトにてより完璧なリストを確認できる。

## ラッパー
- JogAmp - OpenAL, OpenGL, OpenCL, OpenMAX の Java ラッパー
- LWJGL - OpenAL, OpenGL, OpenCL などの Java ラッパー